# Dirty Diaries
Dirty Diaries är en samling av tretton pornografiska kortfilmer av svenska feminister producerade av Mia Engberg och presenterade 2009. Filmerna, som kan definieras som feministisk pornografi, ledde till en omfattande medial debatt innan och efter de kom ut. Detta var på grund av det sexuellt laddade innehållet och eftersom filmerna var finansierade med pengar från Svenska Filminstitutet.

## Handling
De tretton kortfilmerna som tillsammans utgör Dirty Diaries varierar i fråga om längd, stil, framförande och genre.
- "Skin" (regi: Elin Magnusson) visar två personer, en man och en kvinna klädda i heltäckande, hudfärgade nylonkroppsstrumpor, som kysser och smeker varandra intimt. Efter ett tag börjar de två personerna att klippa upp nylonet med en sax och avslöjar att de är nakna inunder. De har därefter sex. Filmen saknar dialog och är ackompanjerad av lågmäld bakgrundsmusik.
- "Fruitcake" (Sara Kaaman/Ester Martin Bergsmark) är en blandning av filmade närbilder på föremål och mänskliga anus som slickas, täcks med saliv, smeks med fingrar eller penetreras av sexleksaker. Under klippen hålls en monolog i bakgrunden.
- "Night Time" (Nelli Roselli) börjar med en ung man och en ung kvinna som kysser varandra medan kvinnan filmar sig själv. Mannen utför oralsex på kvinnan och hon använder sedan en vibrator för att nå orgasm.
- "Dildoman" (Åsa Sandzén) är den enda animerade filmen i samlingen. Den föreställer en herrklubb där vuxna eller medelålders män onanerar medan de ser på när två kvinnor har sex på ett biljardbord. Under sexscenen tar plötsligt en av kvinnorna upp en av männen, som blivit så liten att han kan hållas i en hand. Kvinnan för sedan mannen ut och in i slidan. Medan hon gör det rycker mannen regelbundet till, men när hon når orgasm blir han livlös. Filmen avslutas som den börjar – med en bild av utsidan på herrklubben.
- "Body Contact" (Pella Kågerman) visar två kvinnor som filmar varandra medan de söker efter en man att ha sex med via den svenska dejtingsajten Bodycontact. De samtalar med en man med påtaglig skånsk dialekt som visar sin penis för kvinnorna genom en webbkamera. Mannen kommer senare på besök men blir nervös av att bli filmad. Trots det övertalas han till att ha sex med en av kvinnorna medan den andra filmar.
- "Red Like Cherry" (Tora Mårtens) är en serie av snabba, suddiga klipp där oidentifierbara figurer simmar i vågorna längs en sandstrand och senare har samlag på ett rum.
- "On Your Back Woman!" (Wolfe Madam) består av klipp på nakna eller lättklädda kvinnor som brottas med varandra.
- "Phone Fuck" är en kort berättelse om ett nyseparerat lesbiskt par som pratar med varandra på telefon och efter ett tag utför telefonsex medan de fantiserar om att ha sex med varandra på riktigt.
- "Brown Cock" (Ingrid Ryberg) är begränsad till en scen med kameran fokuserad på en ljushyad kvinnas underliv. Hennes slida penetreras av en brun dildo som hålls av en mörkhyad kvinna som efter ett tag börjar fista, föra upp sin hand i henne. Detta pågår ett tag, samtidigt som de två kvinnorna talar med varandra och kommenterar skeendet.
- "Flasher Girl on Tour" (Joanna Rytel) är ett halvdokumentärt manifest av den svenska konstnären Joanna Rytel i rollen som sitt alter ego Flasher Girl ("blottarflickan"). I filmen reser hon till Paris där hon blottar sig själv i offentliga miljöer, intervjuar män och uppmanar dem att blotta sig för henne samt diskuterar sina tankar kring frågan.
- "Authority" (Marit Östberg) inleder med en lättklädd ung kvinna som bryter sig in i en övergiven byggnad någonstans i Berlin och börjar rita graffiti med en sprejburk. Plötsligt överraskas hon av en kvinnlig polis som jagar henne in i en tom tegelbyggnad, men den unga kvinnan övermannar polisen och binder henne. De två inleder sedan en serie förnedrande sexhandlingar, bland annat spottande, knivlek och analsex.
- "For the Liberation of Men" (Jennifer Rainsford) är en abstrakt samling klipp utan handling som bland annat visar män klädda i kvinnokläder som onanerar och närbilder på en äldre kvinnas ansikte.
- "Come Together" (Mia Engberg) är en samling filmer som Engberg och andra framställde innan de övriga kortfilmerna gjordes. Den består av ett flertal personer som filmar sig själva samtidigt som de onanerar och når orgasm.

## Produktionen

### Bakgrund och produktion
Idén till Dirty Diaries initierades av feministen och filmskaparen Mia Engberg, efter att hon och ett antal vänner några år tidigare hade gjort kortfilmen "Come Together" för Stockholms filmfestival. Den föreställde människor som filmade sig själva med mobilkameror, samtidigt som de onanerade och nådde orgasm. "Come Together" blev utsatt för en stor mängd negativa kommentarer, särskilt från män som klagade över att de medverkande var oattraktiva. För Engberg var det här ett tydligt tecken på att kvinnor som skildrades i sexuella handlingar förväntas vara attraktiva för en i huvudsak manlig publik.
Engberg hade tidigare gjort den feministiska pornografiska filmen Selma och Sofie som nådde viss framgång. Det projektet och Engbergs tidigare framgångar med olika kulturprojekt var tillräckligt för att Svenska Filminstitutet skulle finansiera projektet med 350 000 kronor, för att sedan skjuta till ytterligare 150 000.

### Distribution
Dirty Diaries visades för första gången för allmänheten på en galapremiär på kvartersbiografen Bio Rio vid Hornstull i Stockholm, den 3 september 2009; filmern släpptes på DVD samma dag. Den visades på Bio Rio flera gånger under helgen 5–6 september, med samtliga föreställningar slutsålda. Trots det stora publikintresset visades den inte fler gånger på biografer i Stockholm. Bio Rio och Engberg angav att det var avsiktligt, eftersom filmerna var avsedda för att främst ses på DVD. Filmen blev också visad i mindre omfattning i Finland.

## Mottagande
Finansieringen från Svenska Filminstitutet (SFI), som får det mesta av sina anslag från svenska staten, ledde till debatt i Sverige. Att använda skattepengar för att finansiera pornografi sågs av vissa som stötande. Beatrice Fredriksson, medlem i Moderata ungdomsförbundet (MUF) och medverkande på bloggen Anti-feministiskt initiativ, anklagade SFI för hyckleri, eftersom – menade hon – vanlig kommersiell pornografi aldrig skulle få den typen av finansiellt stöd. Andra försvarade finansieringen genom att poängtera att filmerna byggde på helt andra värderingar än vanlig pornografi.
Dirty Diaries fick också kritik från feminister som var kritiska till pornografi i allmänhet. Regissören och feministen Suzanne Osten uttryckte tvivel gentemot produktionen och hänvisade till sin övertygelse att pornografi i grunden är objektifierande och att feministisk pornografi därför skulle vara en självmotsägelse.

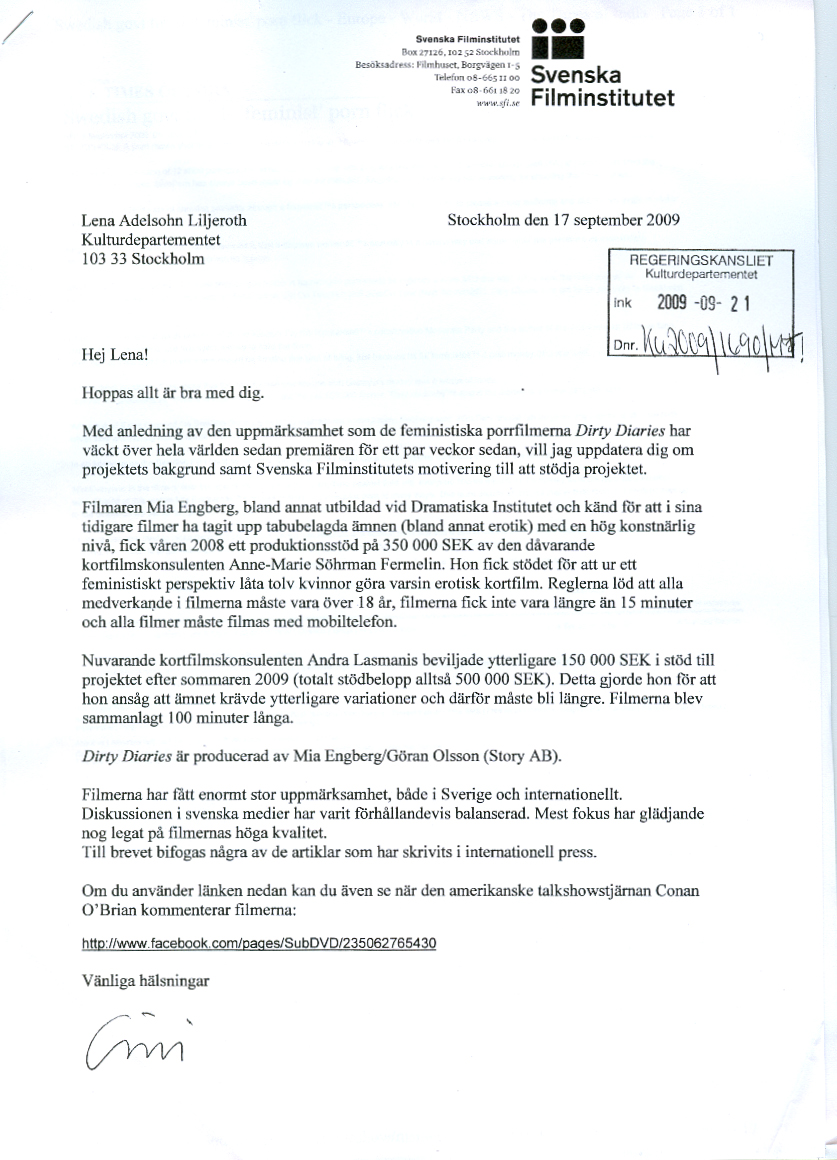
Brevet från chefen för Svenska filminstitutet Cissi Elwin Frenkel till kulturminister Lena Adelsohn Liljeroth.

På grund av den mediala debatten om användning av skattemedel för att finansiera pornografisk film skickade chefen för SFI Cissi Elwin Frenkel ett brev till kulturminister Lena Adelsohn Liljeroth, där hon förklarade finansieringen närmare. Frenkel uppgav också i intervjuer i pressen att hon inte ansåg att SFI stödjer pornografi utan att Dirty Diaries fick stöd för att den skildrade kvinnlig sexualitet från ett nytt perspektiv.
Rasmus Malm sammanfattade varför Dirty Diaries blivit så kontroversiell i en artikel i Göteborgs-Posten. Där beskrev han det hela som ett "Kinderägg från helvetet specialdesignat för att reta upp KD-ledare … [t]re mardrömmar i en: porr och homosex för skattepengar".
De ovanliga omständigheterna kring filmen, liksom dess finansiering, gjorde att frågan fick internationell uppmärksamhet. Den blev parodierad i USA av programledaren Conan O'Brien i teveprogrammet The Tonight Show.

### Filmkritik
Mottagandet från filmkritiker har varit blandat. Svenska Dagbladet hyllade filmerna som "roligt, provocerande och upphetsande", särskilt den första filmen "Skin" Lars Böhlin på Folkbladet Västerbotten beskrev samlingen som ”[t]råkig, ful och ganska konstnärlig" och kritiserade användningen av mobilkameror i en tid när storbildsskärmar blir allt vanligare. Böhlin uttryckte också sina negativa reaktioner till skildringen av mannen som blir lurad till att ha sex i "Body Contact", och uttryckte sin sympati för dem som utsattes för Johanna Rytels blottande och närmanden i "Flasher Girl on Tour". Vissa av filmerna, som "Dildoman" och "Skin", beskrevs som tekniskt skickliga, men Böhlin ställde sig frågande till om de kan beskrivas som pornografiska.
Camilla Carnmo i Smålandsposten var mer positiv och skrev att filmerna var välgjorda, med tanke på att de filmats med mobilkameror. Hon menade även att det var "mer konst än porr", även om den tekniskt sett uppfyllde kraven för att vara pornografi. Till skillnad från Böhlin ansåg Carnmo att "Flasher Girl on Tour" var den bästa filmen, eftersom den "kombinerar humor med politik och sex på ett befriande sätt". Filmmusiken gjord av Fever Ray (Karin Dreijer Andersson) beskrevs som passande men enformig.